# Mis planes son amarte
Mis planes son amarte es el séptimo álbum de estudio del cantante colombiano Juanes, lanzado el 12 de mayo de 2017 a través del sello discográfico Universal Music Latino. Cuenta con las colaboraciones de los cantantes también colombianos  Fonseca y Kali Uchis.
Es el primer álbum conceptual y visual de Juanes que cuenta con una película en DVD como bonus track en el que relata la historia de un astronauta en busca del amor.
El álbum ganó un premio Grammy Latino en la categoría de "Mejor Álbum Pop/Rock" en la ceremonia anual Nro. 18 de los Premios Latin Grammy en 2017.

## Lista de canciones
| N.º | Título                       | Duración |  |
| 1.  | «Perro Viejo»                | 3:16     |  |
| 2.  | «Ángel»                      | 3:53     |  |
| 3.  | «Fuego»                      | 2:47     |  |
| 4.  | «Alguna Vez (con Fonseca)»   | 2:59     |  |
| 5.  | «El ratico (con Kali Uchis)» | 2:46     |  |
| 6.  | «Hermosa ingrata»            | 3:01     |  |
| 7.  | «Bendecido»                  | 3:38     |  |
| 8.  | «Es tarde»                   | 3:29     |  |
| 9.  | «Actitud»                    | 3:06     |  |
| 10. | «Mis Planes Son Amarte»      | 3:30     |  |
| 11. | «Goodbye for Now»            | 2:47     |  |
| 12. | «Esto No Acaba»              | 2:41     |  |

## Posicionamiento en listas
| Lista                             | Máxima posición |
| --------------------------------- | --------------- |
| Estados Unidos (Billboard 200)    | 77              |
| Estados Unidos (Top Latin Albums) | 1               |
| España (PROMUSICAE)               | 12              |